# Dyckerpotts Erben (Film)
Dyckerpotts Erben ist ein deutsches Stummfilm-Lustspiel aus dem Jahre 1928 von Hans Behrendt mit Georg Alexander in einer der Hauptrollen. Der Geschichte liegt ein Stück von Robert Grötzsch zugrunde.

## Handlung
Der verstorbene Erblasser Dyckerpott hat seine gierige und ungeliebte Verwandtschaft mit einem bitterbösen Testament bedacht: Erben soll einzig der schreckliche Familienhund Strupp, bis auch er das Zeitliche segnet. Bis zu diesem Zeitpunkt werden die Familienmitglieder dazu verdonnert, alle unter einem Dach zu leben, hündischer Universalerbe, der sich als absoluter Despot erweist, inklusive. Erst dann soll das Erbe, gemäß einem Nachtragstestament, neu geregelt werden. Dies wird schon schwierig genug, denn die Verwandten hassen einander ebenso sehr wie alle den Erbhund.
Die Familienmitglieder planen daraufhin, so schnell wie möglich den nunmehr ebenso steinreichen wie tyrannischen Köter seinem Herrchen ins Grab nachfolgen zu lassen. Nach außen hin gibt man sich aber dem Kläffer gegenüber überaus verlogen freundlich. Ein erster Giftanschlag scheitert. Zum bitterbösen Unglück erschlägt ausgerechnet diejenige Verwandte, nämlich Ilse, das „liebe“ Tier, die am wenigsten auf die Erbschaft geschielt hatte. Strupp hatte die Dummheit begangen, Ilse zuvor zu beißen. Im Sinne eines Kodizill wird nun entschieden, dass derjenige Verwandte das Erbe antreten darf, der sich von der Hunde-Diva nicht tyrannisieren lässt und ihm den Hals umdreht, denn auch der alte Dyckerpott wurde sein Leben lang von Strupp tyrannisiert.

## Produktionsnotizen
Dyckerpotts Erben entstand zum Jahresbeginn 1928 in Staaken, passierte am 3. April 1928 die Filmzensur und wurde am 2. Oktober 1928 in Berlins Primus-Palast uraufgeführt. Der Film besaß sechs Akte, verteilt auf 2176 Meter, und wurde mit Jugendverbot belegt. 
O. F. Werndorff und Emil Hasler schufen die Filmbauten. Hanne Brinkmann gab hier ihre Abschiedsvorstellung beim Film.

## Rezeption
Paimann’s Filmlisten resümierte: „Das Sujet, in seinem Grundgedanken geschmacklos und unerquicklich, spekuliert in den Details auf die im Unterbewustsein [sic!] schlummernde Bosheit vieler Menschen. Die Regie, in der Führung des, vorwiegend aus Typen, besser gesagt Karrikaturen [sic!] zusammengesetzten Ensembles geschickt, konnte bedeutende Längen nicht vermeiden.“